# 君に響け
「君に響け」（きみにひびけ）は、シュノーケルの楽曲である。2019年9月18日にTURTLE RECORDSより11作目のシングルとして、同日に福岡・DRUM SONで開催された「波風立てないと!! レコ発イベント!!!」より販売が開始され。また、12月15日に下北沢LIVEHOLICで結成15周年を記念したワンマンライブ『シュノーケル結成15周年記念ワンマンライブ「BACK TO THE “2003〜2010”」』『シュノーケル結成15周年記念ワンマンライブ「君に響け」』が開催されることと、配信リリースも行われた。

## 概要
前作『いいじゃん/factor』以来約1年8ヶ月のリリース。
本作はシュノーケル結成15周年を記念したシングルであり、クラウドファンディングサイトCAMPFIREで行なわれている月額制のクラウドファンディングプロジェクト「シュノーケルファンクラブ (仮)」で集まった支援金を元に制作されている。プロデュースは、過去に「旅人ビギナー」などの楽曲を手がけたことがある河野圭。ジャケットとリリック・ビデオの制作は、ベースのKABA_3が手がけた。
表題曲は前作同様にノンタイアップ曲だが、カップリングとして収録されている2曲にはタイアップが付いている。シュノーケルのシングルに収録のカップリング曲に、タイアップが付いたのは本作が初となる。

## 収録曲
| #         | タイトル                   | 作詞      | 作曲・編曲 | 編曲                | 時間 |
| --------- | -------------------------- | --------- | ---------- | ------------------- | ---- |
| 1.        | 「君に響け」               |           |            | シュノーケル 河野圭 | 4:46 |
| 2.        | 「WARP」                   |           |            | シュノーケル        | 3:39 |
| 3.        | 「How to make your smile」 |           |            | シュノーケル        | 3:00 |
| 合計時間: | 合計時間:                  | 合計時間: | 11:25      |                     |      |

## 曲の解説
1. 君に響け
15周年を迎えたシュノーケルの誠実な気持ちを歌った楽曲[5]。
KABA_3によってブラジルのライブイベントに出演した際の映像で構成されたリリック・ビデオが制作されている[3][4]。
2. WARP
ハウスマイル web CMソング。
2019年5月24日に福岡・DRUM SONで開催されたライブ『シュノーケル×つるうちはな×Nakanoまる 「明太子大好き」』で初披露となった[6]。
3. How to make your smile
ハウスマイル web CMソング。
西村の友人が代表を務める不動産会社、ハウスマイルの設立1周年を記念して制作された楽曲[7]。Web CM「パラパラ漫画篇」では、西村によるギターの弾き語り音源が使用されているが、こちらは未だに音源化されていない。

## 参加ミュージシャン
- 西村晋弥 - ボーカル、ギター
- KABA_3 - ベース
- 山田雅人 - ドラムス、コーラス
- 須原杏 - ストリングス（M1）
- 三國茉莉 - ストリングス（M1）
- 河村泉  - ストリングス（M1）
- 関口将史 - ストリングス（M1）
- 河野圭 - キーボード・ピアノ（M1）
- 砂塚恵 - キーボード・ピアノ（M2）